# متیو جونز (بازیکن فوتبال، زاده ۱۹۸۰)
متیو جونز (انگلیسی: Matthew Jones؛ زادهٔ ۱۱ اکتبر ۱۹۸۰) بازیکن فوتبال اهل بریتانیا است.
از باشگاه‌هایی که در آن بازی کرده‌است می‌توان به باشگاه فوتبال شروزبری تاون و باشگاه فوتبال ساوتپورت اشاره کرد.